# Трибунал Священной Римской Роты

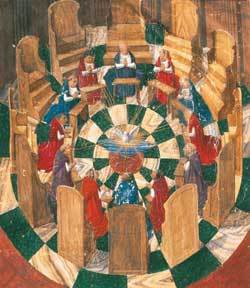
Трибунал Священной Римской Роты назван в честь круглой комнаты, в которой он впервые собрался.

Апостольский Трибунал Римской Роты (лат. Tribunal Apostolicum Rotae Romanae), в течение сотен лет также назывался Священная Римская Рота, является высшим апелляционным трибуналом Римско-католической Церкви, относительно огромного большинства её членов латинского обряда и нескольких Восточнокатолических Церквей и второй высший церковный суд, учреждённый Святым Престолом. Римско-католическая Церковь имеет завершённую юридическую систему, которая является самой старой юридической системой всё ещё используемой сегодня. Суд назван Рота (колесо) потому что судьи, называемые аудиторами, первоначально встречались в круглой комнате, чтобы слушать дела.
Папа римский назначает аудиторов Римской Роты и определяет одного из них деканом, которым с 22 сентября 2012 года является Преподобнейший монсеньор Пио Вито Пинто. Рота выпускает свои декреты и предложения на латинском. Рота выносит решения по делам в секции (называемый Turnus) из трёх аудиторов, или более, в зависимости от сложности вопроса, назначаемой деканом Трибунала, хотя, иногда большое число аудиторов назначается на частное дело. Аудиторами Роты являются лучшие из лучших церковных судей, служащих в различных диоцезах по всему миру.
Главная функция Трибунала Римской Роты, как апелляционного трибунала третьей инстанции, обычно состоит в рассмотрении решений низших судов, если начальный суд (первая инстанция) и первый апелляционный суд (вторая инстанция) не договариваются об исходе дела; однако, любые стороны начального решения перед судом Латинской Церкви (и также некоторых Восточных Церквей) имеют право обращаться с прошением во вторую апелляционную инстанцию непосредственно к Трибуналу Римской Роты. В основном это ходатайства с просьбами об издании декрета об аннулировании решений, хотя Рота имеет юрисдикцию слушать любой тип судебного и неадминистративного дела в любой области канонического права. В некоторых случаях Трибунал Римской Роты имеет исключительную первоначальную юрисдикцию, например, в любом спорном деле, по которому епископ Латинской Церкви является ответчиком. Если к делу можно всё ещё обратиться после решения Трибунала Римской Роты, апелляция идет в различные Turnus, или экспертную комиссию Трибунала Римской Роты.
Трибунал Римской Роты является высшим апелляционным судом, но он не является Высшим или Верховным Судом. Судебные решения Трибунала Римской Роты могут быть, однако с величайшей трудностью, отменены Верховным Трибуналом Апостольской Сигнатуры. Однако, юридическая процедура или процесс, используемый судьями Трибунала Римской Роты, по процессуальным вопросам дела, рассматривается Трибуналом апостольской сигнатуры: Трибунал апостольской сигнатуры единственный, который компетентно даёт согласие истцу на новое судебное разбирательство, которое будет проведено перед новым Turnus Трибунала Римской Роты, если Трибуналом Римской Роты была найдена ошибка, допущенная в процедуре («de procedendo»).
С учётом почтенной (почти 800-летней) истории и выдающейся репутации Трибунала, прелаты-аудиторы, в качестве исключения, провозглашенного папами римскими Павлом VI и Иоанном Павлом II, должны именоваться «Достопрославленными и Достопочтеннейшими» («Illustrissimus ac Reverendissimus»). Декан Священного Трибунала Римской Роты, даже если он ещё не руположен во епископа, должен именоваться «Его Превосходительством», («Excellentia Tua»). Все судьи прелаты-аудиторы Трибунала Римской Роты титулуются «Достопочтеннейшими Монсеньорами».

## Аудиторы Трибунала Священной Римской Роты
Действующие аудиторы Трибунала Священной Римской Роты, с их датами назначения папой римским:

| - Преподобнейший монсеньор Алехандро Арельяно Седильо (Декан) (25 апреля 2007); - Преподобнейший монсеньор Морис Монье (9 января 1995); - Преподобнейший монсеньор Джордано Каберлетти (12 ноября 1996); - Преподобнейший монсеньор Гжегож Эрлебах (4 ноября 1997); - Преподобнейший монсеньор Жаер Феррейра Пена (8 февраля 1999); - Преподобнейший монсеньор Мишель Хавье Лео Арокиарай (25 апреля 2007); - Преподобнейший монсеньор Давид Мария А. Яегер, OFM (9 мая 2011); - Преподобнейший монсеньор Вито Анджело Тодиско (4 октября 2011); - Преподобнейший монсеньор Фелипе Эредиа Эстебан (4 октября 2011); - Преподобнейший монсеньор Давиде Сальватори (30 декабря 2011); - Преподобнейший монсеньор Алехандро В. Бунге (7 апреля 2013); | - Преподобнейший монсеньор Антонио Бартолаччи (23 января 2014); - Преподобнейший монсеньор Мануэл Сатурино да Кошта Гомеш (23 января 2014); - Преподобнейший монсеньор Пьетро Милите (9 января 2015); - Преподобнейший монсеньор Мирослав Коштанц Адам, O.P. (12 февраля 2016); - Преподобнейший монсеньор Хосе Фернандо Мехиа Яньес, M.G. (22 февраля 2016); - Преподобнейший монсеньор Франческо Вискоме (27 октября 2016); - Преподобнейший монсеньор Ганс-Петер Фишер (20 июля 2017); - Преподобнейший монсеньор Роберт Голебьевский (19 июля 2019); - Преподобнейший монсеньор Лоренс Джон Спитери (25 апреля 2022); - Преподобнейший монсеньор Антоний Чувэйфатиф (25 апреля 2022); - Преподобнейший монсеньор Пьеранджело Пьетракателла (23 января 2023); - Преподобнейший монсеньор Томаш Кубичек (14 января 2025). |